# Vallinsgrundet
Vallinsgrundet är en fyr i Bottenhavet i Västernorrlands län, nära gränsen till Västerbottens län.